# Петкович, Андреа
Андреа Петкович (нем. Andrea Petkovic или серб. Андреа Петковић; родилась 9 сентября 1987 года в Тузле, СФРЮ) — немецкая профессиональная теннисистка югославского происхождения. Полуфиналистка двух турниров Большого шлема (по разу — в одиночном и парном разряде); бывшая девятая ракетка мира в одиночном разряде; победительница восьми турниров WTA (из них семь в одиночном разряде); финалистка Кубка Федерации (2014) в составе национальной сборной Германии.
Завершила карьеру в 2022 году.

## Общая информация
Андреа из теннисной семьи — её отец (и первый тренер) Зоран — привлекался для игр за сборную Югославии в Кубке Дэвиса; мать Андреа — Амира — ассистент стоматолога; родители Петкович — боснийские сербы. У Андреа также есть младшая сестра — Аня. Именно отец и привёл уроженку Тузлы в теннис, когда той было 6 лет.
Андреа предпочитает действовать за задней линией; любимый удар — форхенд; любимое покрытие — грунт. Ныне немка тренируется в академии Васке-Шуттлера, занимаясь под руководством нидерландского специалиста Эрика ван Харпена.

## Спортивная карьера

### Начало карьеры
Тренируясь под руководством отца Андреа уже в 2000 году доросла до участия в соревнованиях старшего юниорского тура ITF. За несколько сезонов на подобном уровне Петкович смогла добиться от себя такого уровня стабильности, что смогла множество раз сравнительно успешно сыграть на соревнованиях высших категорий и добраться до места в первой полусотне местного одиночного рейтинга. Прогресс молодой теннисистки время от времени отмечался национальной федерацией, предоставлявшей ей возможность играть на разнообразных соревнованиях, проводящихся под её эгидой: уже в 2002 году Андреа смогла сыграть свой первый турнир WTA, отметившись в квалификации турнира в Гамбурге. Периодические появления на соревнованиях протура до поры не приносят сколько-нибудь значимых результатов и впервые оказаться в рейтинговой классификации Петкович смогла лишь по итогам 2004 года, когда выиграла и свой первый титул на этом уровне — победив в одиночном соревновании 10-тысячника в турецкой Анталье. В том же году был выигран и её первый парный титул на подобном уровне: вместе с Софией Аваковой немка стала сильнейшей на аналогичном турецкому призу турнире в Подгорице, где Андреа стала абсолютной чемпионкой.
Постепенный рост спортивных результатов позволяет играть всё более статусные турниры: осенью 2006 года, после нескольких полуфиналов на подобном уровне, Петкович выиграла свой первый 25-тысячник, победив на соревнованиях в Софии, а несколько недель спустя впервые победить и игрока топ-100: оказавшись сильнее Марии Елены Камерин в квалификации турнира WTA в Хасселте. Нарастающая положительная стабильность результатов позволяет немке постепенно приближаться к границе второй сотни, а в феврале 2007 года и преодолеть её. Данное событие было дополнительно отмечено тренерским штабом национальных сборных Германии, пригласивших Андреа в команду в кубке Федерации и давших ей сыграть там дебютный матч. Удачная серия результатов продолжилась и далее: в мае немка впервые приняла участие в квалификации взрослого турнира Большого шлема и сходу смогла выиграть сразу четыре матча на подобном уровне, пробившись во второй раунд основы Ролан Гаррос, где её не без труда остановила тогдашняя 21-я ракетка мира Марион Бартоли. Остаток сезона-2007 прошёл в заключительном рывке к границе первой сотне рейтинга: в июле Петкович улучшила свою самую статусную победу, победив на 50-тысячнике в Контрексевиле; несколько недель спустя Андреа впервые сыграла без отбора основную сетку турнира Большого шлема — как и во Франции ранее Петкович пробилась во второй раунд на Открытом чемпионате США.
Взлёт завершился в начале 2008 года, когда в первом раунде Открытого чемпионата Австралии Андреа из-за собственного неудачного действия она порвала крестообразные связки на правом колене, выбыв из строя на восемь месяцев.

### Возвращение и второй пик результатов
Петкович вернулась в строй осенью — во время европейской грунтовой серии. Долгое отсутствие на турнирах откинуло немку в пятую сотню классификации, но благодаря защищённому рейтингу и собственной неплохой форме с первых же турниров после возвращения она смогла быстро возвращать утерянные позиции. Уже первый турнир — 50-тысячник в Мариборе — закончился парным титулом, а к концу календарного года удалось только на текущем рейтинге выиграть и первый одиночный приз. В 2009 году результаты постепенно стали выходить на уровень 2007 года: Петкович удачно отыграла европейскую весеннюю грунтовую серию, добившись титула на 100-тысячнике в Бухаресте, полуфинала на аналогичном турнире в Торхауте и финала на 50-тысячнике в Латине, благодаря чему к маю Андреа почти подобралась к первой сотне рейтинга. а в начале июня, благодаря полуфиналу на 100-тысячнике в Марселе, и преодолеть её. В июле хорошую спортивную форму удалось применить и на турнирах WTA: Петкович добралась до своих дебютных финалов на данном уровне в австрийском Бадгастайне — в одиночном разряде в титульном матче переиграна румынка Йоана-Ралука Олару, а в парном (вместе с соотечественницей Татьяной Малек) Петкович проиграла в будущем одной из сильнейших пар женского тура — альянсу Луция Градецкая / Андреа Главачкова. Последующий хардовый отрезок сезона принёс ещё несколько неплохих результатов на этом уровне — вскоре после австрийского успеха Андреа добралась до полуфинала турнира в Стамбуле, а пару месяцев спустя — на крупном турнире в Токио — впервые смогла обыграть и действующего игрока топ-10, оставив не у дел Светлану Кузнецову.
В 2010 году прогресс продолжился: Петкович становилась всё более заметным соперником для игроков любого уровня. закрепляется в первой сотне рейтинга и к концу сезона всё ближе приближается к топ-30. Локальные неудачи только усиливают желание совершенствоваться: после поражения в первом круге Уимблдона немка на следующем турнире серии впервые пробивается в четвёртый круг. Через год уровень результатов ещё больше возрастает — немка регулярно бывает на поздних стадиях крупнейших турниров и к концу октября поднимается аж на девятую строчку. Трижды за этот сезон Петкович добирается до четвертьфиналов на турнирах Большого шлема: в Австралии результат оказывается наиболее значимым — на пути к этому результату ей удаётся переиграть Марию Шарапову, числившейся накануне турнира на шестой строчке рейтинга. Подъёму в рейтинге способствовали и успехи на турнирах в Брисбене, Майами, Страсбурге, Карлсбаде, Торонто, Цинциннати и Пекине, где немка завоевала один титул, ещё пару раз сыграла в финалах и трижды отметилась на полуфинальной стадии. Самым статусным успехом стал для немки успех в Китае, где Андреа на фоне начинающихся проблем с коленями смогла пробиться в финальный матч, где не без труда её обыграла Агнешка Радваньская.

### Новые травмы и возвращение в тур
Начало сезона-2012 прошло без особого блеска, а уже на своём втором турнире — в Сиднее — Андреа усугубила мелкую травму спины и вынуждена была пропустить четыре месяца. Вернувшись в строй в начале грунтового сезона, Петкович отыграла лишь пару турниров и вновь получила травму — на призе в Штутгарте, потянувшись за мячом, немка подвернула лодыжку и выбыла из строя до конца августа. Новое возвращение прошло более удачно с точки зрения здоровья — Андреа без травм отыграла до января следующего, чуть затормозив своё падение в рейтинге, благодаря добытому в Люксембурге полуфиналу местного турнира WTA. Новая неприятность подстерегла Петкович на Кубке Хопмана-2013, где она порвала мениск, после чего пропустила ещё три месяца.
Эта серия травм значительно сказалась на рейтинге Петкович и, в очередной раз, вернувшись в тур она числилась уже лишь 177-й ракеткой мира. Отступившие травмы и полученный за предыдущие годы в матчах с лидерами женского тура опыт позволил Андреа достаточно быстро вернуться в первую сотню рейтинга: уже на американской связке турниров немка дважды добралась до третьего круга на одиночных турнирах, затем сыграла в полуфинале штутгартского приза в паре (в альянсе с соседкой по академии Анжеликой Кербер). Однако вновь проявились небольшие проблемы со здоровьем: боли в правом голеностопе не позволили с должной результативностью отыграть весенний европейский грунтовый сезон, но в июне все проблемы наконец отступили: немка выиграла 100-тысячник в Марселе, а затем добралась до финала турнира WTA в Нюрнберге. Позже — во время хардового сезона — удачная серия продолжилась: Андреа сыграла в ещё одном одиночном финале приза WTA: в Вашингтоне, а затем вышла в четвертьфинала соревнования в Цинциннати в паре: вместе с Кербер им удалось остановить сыгранную пару Марина Эракович / Кара Блэк. До конца сезона было проведено ещё несколько удачных турниров, позволивших Петкович завершить год в топ-40.
Сезон-2014 начался не слишком результативно, но к грунтовому сезону, после смены тренера, Андреа постепенно стала возвращаться к своим лучшим результатам. В апреле, переиграв Луцию Шафаржову и Эжени Бушар, немка выиграла свой первый за три года титул, став сильнейшей на турнире в Чарльстоне. Отрезок сезона до Открытого чемпионата Франции принёс и другую значимую победу: сборная Германии впервые за двенадцать лет смогла преодолеть промежуточные стадии Кубка Федерации и выйти в финал; а Андреа дважды выиграла стартовые игры в рамках матчевых встреч, поспособствовав победам немок в матчах против словачек и австралиек. В мае-июне состоялся следующий крупный всплеск в личных турнирах: Петкович сначала дошла до полуфинала французского турнира Большого шлема в одиночном разряде, а несколько недель спустя добилась аналогичного результата в парном соревновании Уимблдона в альянсе с Магдаленой Рыбариковой.
На Открытом чемпионате США 2019 года проиграла в третьем раунде бельгийке Элизе Мертенс в двух сетах.

## Итоговое место в рейтинге WTA по годам
| Год  | Одиночный рейтинг | Парный рейтинг |
| 2021 | 76                | 132            |
| 2020 | 102               | 317            |
| 2019 | 79                | 292            |
| 2018 | 64                | 280            |
| 2017 | 97                | 80             |
| 2016 | 56                | 97             |
| 2015 | 24                | 147            |
| 2014 | 14                | 49             |
| 2013 | 39                | 113            |
| 2012 | 143               | 230            |
| 2011 | 10                | 85             |
| 2010 | 32                | 241            |
| 2009 | 56                | 84             |
| 2008 | 315               | 235            |
| 2007 | 100               | 412            |
| 2006 | 238               |                |
| 2005 | 338               | 494            |
| 2004 | 416               |                |

## Выступления на турнирах

### Финалы турнировWTAв одиночном разряде (13)

#### Победы (7)
| Легенда:                                   |
| ------------------------------------------ |
| Турниры Большого шлема (0*)                |
| Олимпиада (0)                              |
| Турнир чемпионок WTA (1)                   |
| Premier Mandatory / WTA 1000 Mandatory (0) |
| Premier 5 / WTA 1000 (0)                   |
| Premier / WTA 500 (2+1)                    |
| International / WTA 250 (4)                |

| Титулы по покрытиям | Титулы по месту проведения матчей турнира |
| ------------------- | ----------------------------------------- |
| Хард (2+1*)         | Зал (2)                                   |
| Грунт (5)           | Зал (2)                                   |
| Трава (0)           | Открытый воздух (5+1)                     |
| Ковёр (0)           | Открытый воздух (5+1)                     |

* количество побед в одиночном разряде.
| №  | Дата            | Турнир                  | Покрытие | Соперница в финале   | Счёт            |
| 1. | 26 июля 2009    | Бадгастайн, Австрия     | Грунт    | Йоана-Ралука Олару   | 6-2 6-3         |
| 2. | 21 мая 2011     | Страсбург, Франция      | Грунт    | Марион Бартоли       | 6-4 1-0 — отказ |
| 3. | 6 апреля 2014   | Чарльстон, США          | Грунт    | Яна Чепелова         | 7-5 6-2         |
| 4. | 13 июля 2014    | Бадгастайн, Австрия (2) | Грунт    | Шелби Роджерс        | 6-3 6-3         |
| 5. | 2 ноября 2014   | Турнир чемпионок WTA    | Хард(i)  | Флавия Пеннетта      | 1-6 6-4 6-3     |
| 6. | 15 февраля 2015 | Антверпен, Бельгия      | Хард(i)  | Карла Суарес Наварро | Без игры        |
| 7. | 8 августа 2021  | Клуж-Напока, Румыния    | Грунт    | Майар Шериф          | 6-1 6-1         |

#### Поражения (6)
| №  | Дата           | Турнир                  | Покрытие | Соперница в финале   | Счёт        |
| 1. | 19 июня 2010   | Хертогенбос, Нидерланды | Трава    | Жюстин Энен          | 6-3 3-6 4-6 |
| 2. | 8 января 2011  | Брисбен, Австралия      | Хард     | Петра Квитова        | 1-6 3-6     |
| 3. | 9 октября 2011 | Пекин, Китай            | Хард     | Агнешка Радваньская  | 5-7 6-0 4-6 |
| 4. | 16 июня 2013   | Нюрнберг, Германия      | Грунт    | Симона Халеп         | 3-6 3-6     |
| 5. | 4 августа 2013 | Вашингтон, США          | Хард     | Магдалена Рыбарикова | 4-6 6-7(2)  |
| 6. | 11 июля 2021   | Гамбург, Германия       | Грунт    | Елена-Габриэла Русе  | 6-7(6) 4-6  |

### Финалы турнировITFв одиночном разряде (13)

#### Победы (9)
| Легенда:         |
| ---------------- |
| 100.000 USD (2*) |
| 75.000 USD (0)   |
| 50.000 USD (1+1) |
| 25.000 USD (2)   |
| 10.000 USD (4+2) |

| Титулы по покрытиям | Титулы по месту проведения матчей турнира |
| ------------------- | ----------------------------------------- |
| Хард (1*)           | Зал (1)                                   |
| Грунт (8+3)         | Зал (1)                                   |
| Трава (0)           | Открытый воздух (8+3)                     |
| Ковёр (0)           | Открытый воздух (8+3)                     |

* количество побед в одиночном разряде + количество побед в парном разряде.
| №  | Дата             | Турнир                         | Покрытие | Соперница в финале      | Счёт    |
| 1. | 10 мая 2004      | Анталья, Турция                | Грунт    | Катерина Авдиенко       | 6-3 6-4 |
| 2. | 14 июня 2004     | Подгорица, Сербия и Черногория | Грунт    | Даница Крстаич          | 6-1 6-3 |
| 3. | 21 июня 2005     | Давос, Швейцария               | Грунт    | Жанетта Бейлкова        | 6-4 6-2 |
| 4. | 30 августа 2005  | Алфен-ан-ден-Рейн, Нидерланды  | Грунт    | Ева Пера                | 7-5 7-5 |
| 5. | 12 сентября 2006 | София, Болгария                | Грунт    | Симона-Юлия Матей       | 7-5 7-5 |
| 6. | 16 июля 2007     | Контрексевиль, Франция         | Грунт    | Ксения Милевская        | 6-2 6-0 |
| 7. | 27 октября 2008  | Стамбул, Турция                | Хард(i)  | Анна Герасиму           | 6-2 6-2 |
| 8. | 4 мая 2009       | Бухарест, Румыния              | Грунт    | Штефани Фёгеле          | 6-3 6-2 |
| 9. | 9 июня 2013      | Марсель, Франция               | Грунт    | Анабель Медина Гарригес | 6-4 6-2 |

#### Поражения (4)
| №  | Дата            | Турнир                        | Покрытие | Соперница в финале | Счёт        |
| 1. | 29 августа 2006 | Алфен-ан-ден-Рейн, Нидерланды | Грунт    | Марина Эракович    | 6-4 2-6 5-7 |
| 2. | 24 апреля 2007  | Торрент, Испания              | Грунт    | Йоана Ралука Олару | 4-6 5-7 4-6 |
| 3. | 31 марта 2009   | Латина, Италия                | Грунт    | Юлия Шруфф         | 5-7 6-7(0)  |
| 4. | 13 апреля 2009  | Чивитавеккья, Италия          | Грунт    | Полона Херцог      | 2-6 4-6     |

### Финалы турнировWTAв парном разряде (3)

#### Победы (1)
| №  | Дата           | Турнир      | Покрытие | Партнёрша   | Соперницы в финале               | Счёт    |
| 1. | 3 октября 2021 | Чикаго, США | Хард     | Квета Пешке | Коко Вандевеге Кэролайн Доулхайд | 6-3 6-1 |

#### Поражения (2)
| №  | Дата          | Турнир              | Покрытие | Партнёрша       | Соперницы в финале                | Счёт    |
| 1. | 26 июля 2009  | Бадгастайн, Австрия | Грунт    | Татьяна Малек   | Андреа Главачкова Луция Градецкая | 2-6 4-6 |
| 2. | 9 января 2016 | Брисбен, Австралия  | Хард     | Анжелика Кербер | Саня Мирза Мартина Хингис         | 5-7 1-6 |

### Финалы турнировITFв парном разряде (5)

#### Победы (3)
| №  | Дата            | Турнир                         | Покрытие | Партнёрша      | Соперницы в финале                 | Счёт           |
| 1. | 14 июня 2004    | Подгорица, Сербия и Черногория | Грунт    | София Авакова  | Лиляна Нанушевич Марта Шимич       | 6-3 — отказ    |
| 2. | 20 июня 2005    | Давос, Швейцария               | Грунт    | Зузана Гейдова | Петра Цетковская Сандра Мартинович | 6-3 6-2        |
| 3. | 2 сентября 2008 | Марибор, Словения              | Грунт    | Кармен Клашка  | Кира Надь Анастасия Екимова        | 6-0 2-6 [10-3] |

#### Поражения (2)
| №  | Дата            | Турнир          | Покрытие | Партнёрша       | Соперницы в финале             | Счёт    |
| 1. | 28 февраля 2005 | Бухен, Германия | Хард(i)  | Корина Перкович | Мервана Югич-Салкич Дарья Юрак | 2-6 2-6 |
| 2. | 26 июня 2007    | Падуя, Италия   | Грунт    | Ванесса Хенке   | Марет Ани Марина Эракович      | 4-6 4-6 |

### Финалы командных турниров (1)

#### Поражения (1)
| №  | Год  | Турнир          | Команда                                            | Соперник в финале                                       | Счёт |
| 1. | 2014 | Кубок Федерации | Германия А.Петкович, А.Кербер, С.Лисицки, Ю.Гёргес | Чехия П.Квитова, Л.Шафаржова, А.Главачкова, Л.Градецкая | 1-3  |

## История выступлений на турнирах
По состоянию на 12 сентября 2022 года
Для того, чтобы предотвратить неразбериху и удваивание счета, информация в этой таблице корректируется только по окончании участия там данного игрока.
| Турнир                          | 2007          | 2008          | 2009          | 2010          | 2011          | 2012  | 2013          | 2014          | 2015          | 2016  | 2017          | 2018          | 2019          | 2020          | 2021          | 2022          | Итог   | В/П за карьеру |
| ------------------------------- | ------------- | ------------- | ------------- | ------------- | ------------- | ----- | ------------- | ------------- | ------------- | ----- | ------------- | ------------- | ------------- | ------------- | ------------- | ------------- | ------ | -------------- |
| Турниры Большого шлема          |               |               |               |               |               |       |               |               |               |       |               |               |               |               |               |               |        |                |
| Открытый чемпионат Австралии    | -             | 1Р            | 2Р            | 2Р            | 1/4           | -     | -             | 1Р            | 1Р            | 1Р    | 2Р            | 2Р            | 1Р            | -             | 1Р            | 1Р            | 0 / 12 | 8-12           |
| Открытый чемпионат Франции      | 2Р            | -             | К             | 2Р            | 1/4           | -     | К             | 1/2           | 3Р            | 2Р    | 1Р            | 3Р            | 3Р            | 1Р            | 1Р            | 2Р            | 0 / 12 | 19-12          |
| Уимблдонский турнир             | К             | -             | К             | 1Р            | 3Р            | -     | 2Р            | 3Р            | 3Р            | 2Р    | 1Р            | 2Р            | 1Р            | НП            | 2Р            | 1Р            | 0 / 11 | 10-11          |
| Открытый чемпионат США          | 2Р            | -             | 1Р            | 4Р            | 1/4           | 1Р    | 1Р            | 3Р            | 3Р            | 2Р    | 1Р            | 1Р            | 3Р            | -             | 2Р            | 1Р            | 0 / 14 | 15-14          |
| Итог                            | 0 / 2         | 0 / 1         | 0 / 2         | 0 / 4         | 0 / 4         | 0 / 1 | 0 / 2         | 0 / 4         | 0 / 4         | 0 / 4 | 0 / 4         | 0 / 4         | 0 / 4         | 0 / 1         | 0 / 4         | 0 / 4         | 0 / 49 |                |
| В/П в сезоне                    | 2-2           | 0-1           | 1-2           | 4-4           | 14-4          | 0-1   | 1-2           | 9-4           | 6-4           | 3-4   | 1-4           | 4-4           | 4-4           | 0-1           | 2-4           | 1-4           |        | 52-49          |
| Олимпийские игры                |               |               |               |               |               |       |               |               |               |       |               |               |               |               |               |               |        |                |
| Летняя олимпиада                | НП            | -             | Не проводился | Не проводился | Не проводился | -     | Не проводился | Не проводился | Не проводился | 1Р    | Не проводился | Не проводился | Не проводился | Не проводился | -             | НП            | 0 / 1  | 0-1            |
| Итоговые турниры                |               |               |               |               |               |       |               |               |               |       |               |               |               |               |               |               |        |                |
| Турнир чемпионок / Трофей элиты | Не проводился | Не проводился | -             | -             | -             | -     | -             | П             | Группа        | -     | -             | -             | -             | Не проводился | Не проводился | Не проводился | 1 / 2  | 4-3            |

К — проигрыш в квалификационном турнире.
| Турнир                       | 2009          | 2010          | 2011          | 2012  | 2013          | 2014          | 2015          | 2016  | 2017          | 2018          | 2019          | 2020          | 2021  | 2022  | Итог   | В/П за карьеру |
| ---------------------------- | ------------- | ------------- | ------------- | ----- | ------------- | ------------- | ------------- | ----- | ------------- | ------------- | ------------- | ------------- | ----- | ----- | ------ | -------------- |
| Турниры Большого шлема       |               |               |               |       |               |               |               |       |               |               |               |               |       |       |        |                |
| Открытый чемпионат Австралии | -             | 1Р            | 1Р            | -     | -             | 2Р            | 1Р            | 1Р    | 1/4           | 1Р            | 1Р            | -             | -     | 3Р    | 0 / 9  | 6-9            |
| Открытый чемпионат Франции   | -             | 1Р            | 3Р            | -     | 1Р            | 3Р            | 1Р            | 2Р    | 2Р            | 1Р            | 2Р            | 1Р            | -     | 1Р    | 0 / 11 | 7-11           |
| Уимблдонский турнир          | 1Р            | 1Р            | 2Р            | -     | 2Р            | 1/2           | 1Р            | 1Р    | 2Р            | 2Р            | 1Р            | НП            | -     | 2Р    | 0 / 11 | 9-11           |
| Открытый чемпионат США       | 2Р            | 1Р            | 2Р            | 1Р    | 1Р            | 1Р            | -             | 2Р    | 1Р            | 1Р            | -             | -             | 2Р    | -     | 0 / 10 | 4-10           |
| Итог                         | 0 / 2         | 0 / 4         | 0 / 4         | 0 / 1 | 0 / 3         | 0 / 4         | 0 / 3         | 0 / 4 | 0 / 4         | 0 / 4         | 0 / 3         | 0 / 1         | 0 / 1 | 0 / 3 | 0 / 41 |                |
| В/П в сезоне                 | 1-2           | 0-4           | 4-4           | 0-1   | 1-3           | 7-4           | 0-3           | 2-4   | 5-4           | 1-4           | 1-3           | 0-1           | 1-1   | 3-3   |        | 26-41          |
| Олимпийские игры             |               |               |               |       |               |               |               |       |               |               |               |               |       |       |        |                |
| Летняя олимпиада             | Не проводился | Не проводился | Не проводился | -     | Не проводился | Не проводился | Не проводился | 1Р    | Не проводился | Не проводился | Не проводился | Не проводился | -     | НП    | 0 / 1  | 0-1            |